# Amara jucunda
Amara jucunda är en skalbaggsart som beskrevs av Csiki. Amara jucunda ingår i släktet Amara och familjen jordlöpare. Inga underarter finns listade i Catalogue of Life.